# 220-мм корабельная пушка СМ-40
220-мм корабельная пушка СМ-40 — советское корабельное орудие калибра 220 мм. Орудия типа СМ-40 в трёхорудийных башенных установках СМ-6 предназначались для вооружения тяжёлых крейсеров проекта 66 ВМФ СССР. Орудие и установка были спроектированы ЦКБ-34. Орудие было представлено на испытания в 1954 году. Отказ от строительства крейсеров проекта 66 привёл к прекращению дальнейшей разработки орудия СМ-40 и башенной установки СМ-6.